# Тунець жовтоперий
Жовтоперий тунець (Thunnus albacares) — вид риб родини скумбрієвих ряду окунеподібних, що грає значну роль в рибній промисловості. Зустрічається у всіх тропічних і помірних широтах світових океанів, проте відсутній в Середземному морі.
Обидва задні плавці забарвлені в яскравий жовтий колір, що дало цьому виду його назву. Решта кольорів тіла варіює від метлево-блакитного на спині до сріблястого на животі. На животі знаходяться 20 вертикальних ліній. Розмір жовтоперого тунця доходить до 240 см, а вага до 200 кг.
Жовтоперий тунець охоче групується з іншими рибами свого розміру, зокрема з іншими тунцями. Найкрупніші екземпляри іноді спостерігаються в групах з дельфінами, морськими свинями і китовими акулами. Їжа жовтоперих тунців складається з інших риб, ракоподібних і кальмарів.
У комерційному рибальстві жовтоперий тунець ловиться за допомогою величезних тенет. Після цього його заморожують і продають в консервах. Через свою швидкість і розмір жовтоперий тунець популярний і серед спортивних риболовів.
У 2010 році було виловлено 558 761 метричну тонну жовтоперого тунця у західній та центральний частині Тихого океану.